# Brasina (Mali Zvornik)
Brasina (Servisch cyrillisch Брасина) is een plaats in de Servische gemeente Mali Zvornik. De plaats telt 1663 inwoners (2002).